# Punta Caprera
Punta Caprera – szczyt górski we włoskiej części Alp Kotyjskich, w masywie góry Monte Viso. Ma wysokość 3387 m n.p.m. Leży około 1,5 kilometra na południowy zachód od najwyższego szczytu Alp Kotyjskich. Wspinaczka na szczyt wymaga wyposażenia w specjalistyczny sprzęt, taki jak kask, czekan, raki i lina o długości co najmniej 30 metrów. Trasa wędrówki na Punta Caprera wiedzie z miejscowości Pontechianale, z dzielnicy Castello  w kierunku północnym przez dolinę Vallanta.